# حزب الحرية والمساواة الأردني
حزب الحرية والمساواة الأردني حزب سياسي أردني تأسس بتاريخ 6 تشرين الثاني 2009. يقود الحزب الشيخ حمد أبو زيد بموقع الأمين العام للحزب. يُصنف الحزب بأنه حزب وسطي قريب للحكومة. شارك الحزب بالانتخابات البلدية والنيابية (البرلمانية) وحصد مقعد في الدائرة الرابعة عام 2010 المرشح الشيخ حمد صالح العبد الله ابوزيد .